# Trường Cao đẳng nghề số 13, Bộ Quốc phòng (Việt Nam)
Trường Cao đẳng Nghề số 13 trực thuộc Tổng cục Hậu cần là trường Cao đẳng đào tạo nghề theo 3 cấp trình độ: Cao đẳng, Trung cấp nghề và sơ cấp nghề theo quy định cho bộ đội xuất ngũ và nhu cầu học nghề của xã hội; Bồi dưỡng nâng cao trình độ kỹ năng nghề cho người lao động theo yêu cầu của cơ sở sản xuất, kinh doanh, dịch vụ và người lao động; Nghiên cứu, ứng dụng kỹ thuật - công nghệ nâng cao chất lượng, hiệu quả đào tạo; tổ chức sản xuất, kinh doanh, dịch vụ theo quy định của pháp luật.
- Trụ sở chính: Tổ 6, Phường Nam Sơn, Thành phố Tam Điệp, Tỉnh Ninh Bình.
- Cơ sở 1   : Phường Bích Đào, TP.Ninh Bình, Tỉnh Ninh Bình.
- Cơ sở 2        : Thượng Cát, Từ Liêm, TP.Hà Nội.

## Lịch sử hình thành
- Trường Trung cấp nghề số 13- BQP tiền thân là Trường Nghiệp vụ Vận tải- Cục Vận tải - Tổng cục Hậu cần (TCHC) được thành lập ngày 08/6/1973 với nhiệm vụ trọng tâm là: đào tạo lái xe, thợ sửa chữa ô tô, nhân viên thống kê vận tải, áp tải quân vận và đào tạo trung đội trưởng vận tải,  phục vụ cho nhiệm vụ bảo vệ Tổ quốc.
- Từ năm 1997 đến nay, ngoài việc đào tạo nhân viên chuyên môn kỹ thuật cho Tổng cục Hậu cần và các đơn vị trong toàn quân, trường tiếp tục thực hiện nhiệm vụ đào tạo nghề cho bộ đội xuất ngũ, các đối tượng chính sách và lực lượng lao động của toàn xã hội, với nhiệm vụ: Đào tạo nghề theo 2 cấp trình độ: Sơ cấp nghề; Trung cấp nghề và Bồi dưỡng nâng cao trình độ kỹ năng nghề cho con trai người lao động theo yêu cầu của cơ sở sản xuất, kinh doanh, dịch vụ và người lao động; tổ chức sản xuất, kinh doanh, dịch vụ theo quy định của Pháp luật.
- Gần 40 năm qua trường Trung cấp nghề số 13-BQP không ngừng phát triển về cơ sở vật chất, quy mô đào tạo, ngành nghề đào tạo và chất lượng đào tạo. Những năm đầu chỉ đào tạo trình độ Sơ cấp nghề như: lái xe, thợ sửa chữa ô tô, Lái, máy tàu sông (Điều khiển phương tiện thủy nội địa), thợ vận hành máy thi công mặt đường, với cơ sở vật chất còn thiếu, đội ngũ giáo viên chất lượng không đồng đều, trình độ chủ yếu là Trung cấp, thợ kỹ thuật bậc 3/7, thợ bậc cao và giáo viên có trình độ Cao đẳng tỷ lệ còn thấp. Trang thiết bị dạy nghề đa số là tận dụng từ sản phẩm thanh lý để làm học cụ giảng  dạy.
- Trước năm 1997, nhiệm vụ của trường chủ yếu là đào tạo nhân viên chuyên môn kỹ thuật cho TCHC và các đơn vị trong toàn quân. Từ tháng 7/1995, trường được Bộ Giao thông vận tải cấp phép đào tạo lái xe ô tô các hạng, thuyền máy trưởng các hạng nhất, nhì, ba với lưu lượng đào tạo 250 học viên/năm. Trường có 14 đầu mối gồm: 06 ban, 01 Khoa và 08 đại đội huấn luyện, đào tạo chuyên môn
- Từ năm 1997 đến tháng 3/2006, do yêu cầu nhiệm vụ, công tác tổ chức của nhà trường có nhiều thay đổi cho phù hợp, với chức năng nhiệm vụ theo Quyết định số: 672 và 378 do Cục Quân lực- BQP ký.
- Tháng 4/2007, trường chính thức được BQP ký Quyết định nâng cấp từ Trường dạy nghề lên trường Trung cấp nghề số 13 theo Quyết định số 57/2007/QĐ-BQP.
- Ngày 25 tháng 7 năm 2015, Tổng cục Hậu cần công bố quyết định nâng cấp thành Trường Cao đẳng nghề số 13 trên cơ sở là Trường Trung cấp Nghề số 13 được thành lập theo Quyết định số 639/QĐ-LĐTBXH, ngày 18-5-2015[5]

## Lãnh đạo hiện nay
- Đại tá Lương Tuấn Minh - Hiệu trưởng Nhà trường.
- Đại tá Nguyễn An Dương - BTĐU, P. Hiệu trưởng.
- Trung tá Đặng Viết Điệp - P. Hiệu trưởng.

## Tổ chức
- Phòng Đào tạo
- Ban Tài chính
- Ban Hậu cần - Kỹ thuật
- Cơ quan Chính trị
- Trung tâm H13
- Trung tâm Sát hạch lái xe
- Khoa Đào tạo nghề
- Khoa Ô tô
- Khoa Đường thủy